# Aargauische Pensionskasse
Die Aargauische Pensionskasse (APK) mit Sitz in Aarau ist eine autonome Schweizer Vorsorgeeinrichtung. Sie versichert das Staatspersonal des Kantons Aargau, das Personal seiner selbständigen Anstalten sowie die Mitarbeiter der ihr angeschlossenen Arbeitgeber im Rahmen der 2. Säule.
Die Aargauische Pensionskasse wurde 1908 auf privater Initiative der damaligen kantonalen Beamten gegründet und ist heute eine selbständige öffentlich-rechtliche Anstalt mit eigener Rechtspersönlichkeit. Per Ende 2011 waren ihr insgesamt 187 Arbeitgeber mit 27'468 aktiv Versicherte sowie 8'709 Rentenbezüger angeschlossen.

## Rechtsgrundlagen
Die gesetzlichen Grundlagen bilden das Bundesgesetz über die berufliche Alters-, Hinterlassenen- und Invalidenvorsorge, das Bundesgesetz über die Freizügigkeit in der beruflichen Alters-, Hinterlassenen- und Invalidenvorsorge, die dazugehörigen Verordnungen sowie das Dekret über die Aargauische Pensionskasse. Zu den Rechtsgrundlagen zählen zudem die Reglemente sowie die Statuten und Versicherungsbedingungen der Aargauischen Pensionskasse.

## Organisation
Oberstes Organ der Aargauischen Pensionskasse ist die Delegiertenversammlung. Diese vertritt die Versicherten sowie die Rentenbezüger und umfasst 100 auf vier Jahre gewählte Delegierte. Die strategische Führung der Pensionskasse obliegt dem paritätisch aus je fünf Arbeitgeber- und Arbeitnehmervertreter zusammengesetzten und ebenfalls auf vier Jahre gewählten Vorstand. Das operative Tagesgeschäft wird von der zweiköpfigen Geschäftsleitung geführt.